# بيني وليامز (موظفة مدنية)
بيني وليامز (بالإنجليزية: Penny Williams)‏ هي موظفة مدنية أمريكية، ولدت في 1963 في تاسمانيا في أستراليا.